# Daniel Sangsue
 (juin 2009).
Si vous disposez d'ouvrages ou d'articles de référence ou si vous connaissez des sites web de qualité traitant du thème abordé ici, merci de compléter l'article en donnant les références utiles à sa vérifiabilité et en les liant à la section « Notes et références ».
Daniel Sangsue (1955 à Porrentruy en Suisse - ) est un essayiste, critique littéraire et professeur suisse.
Daniel Sangsue est professeur émérite à l’Université de Neuchâtel.

## Biographie
Il obtient une licence ès lettres à l'Université de Genève (1979), suivie d'un D.E.A. d'Études littéraires européennes à l'Université Rennes-II (1980) et d'un doctorat ès lettres à l'Université de Genève (1987).
Il travaille comme assistant à l'Université de Genève (1980-1986), puis passe une année à Smith College, université privée de Northampton, Massachusetts États-Unis (1986-1987). Durant trois ans, il est chercheur boursier du Fonds national suisse de la recherche scientifique et, en 1991, il est chargé de cours à l'Université de Genève tout en étant professeur invité à l'Université de la Sorbonne Nouvelle, Paris III. Il enseigne ensuite à l'Université Stendhal, Grenoble III, d'abord comme professeur associé de francophonie (1991-1992), puis comme professeur titulaire de littérature française du XIXe siècle (1992-1998). De 1998 à 2018, il est professeur ordinaire de littérature française des XIXe et XXe siècles à l'Université de Neuchâtel. Il est maintenant professeur émérite.
Dès sa thèse (Le Récit Excentrique, Paris, José Corti, 1987), il se voue à l’étude du dix-neuvième siècle. Il travaille de longues années sur Stendhal, auquel il consacre de nombreux articles et un essai (Stendhal et l'empire du récit, Paris, SEDES, 2002). Directeur du Centre d'études stendhaliennes et romantiques (1993-1998), il organise plusieurs colloques à l'Université Stendhal : La Chartreuse de Parme, chant et tombeau, Grenoble, Recherches et travaux, 1998 ; Stendhal et le comique, Grenoble, ELLUG, 1999 ; Persuasions d’amour, Nouvelles lectures de De l’Amour de Stendhal, Genève, Droz, 1999 ; Stendhal hors du roman, Dijon, Le texte et l'édition, 2001. Ses travaux portent également sur Charles Baudelaire, Théophile Gautier, Guy de Maupassant, Gérard de Nerval et Charles Nodier notamment.
Il s'intéresse aussi à des questions de poétique et de théorie littéraire comme l'intertextualité et la parodie, à laquelle il consacre deux essais : La Parodie, Hachette, 1994 (trad. italienne, Rome, Armando Editore, 2006) et La Relation parodique, Paris, José Corti, 2007. Il a également publié sur le récit fantastique, le récit fin-de-siècle et le récit de voyage (Passages romantiques des Alpes, Lausanne, Favre, 1990).
En 1998, il se met à la fiction sous le pseudonyme d'Ernest Mignatte. Son premier roman, en relation avec Stendhal, Le Copiste de Monsieur Beyle (Genève, Metropolis, 1998), lui vaut d'être lauréat du XIIe Festival du Premier roman à Chambéry (France). Ce roman est suivi de Ma tante d'Amérique (Genève, Metropolis, 2001), Papiers de famille (Porrentruy, Editions des Malvoisins, 2005) et du Copiste aux eaux (Genève, Metropolis, 2012), roman où l'on retrouve le copiste de Stendhal à Loèche-les-Bains, aux prises avec des fantômes. Abandonnant son pseudonyme, Daniel Sangsue poursuit son activité romanesque avec un campus novel, A la recherche de Karl Kleber (Lausanne, Favre, 2020), et un roman fantastique, Les Fantômes du presbytère (Genève, La Baconnière, 2022).
Les fantômes constituent son principal sujet d'étude à partir des années 2000. Réactivant la notion de pneumatologie, utilisée au dix-neuvième siècle dans les travaux sur le spiritisme, Sangsue publie Fantômes, esprits et autres morts-vivants, essai de pneumatologie littéraire (Paris, José Corti, 2011), puis Vampires, fantômes et apparitions, nouveaux essais de pneumatologie littéraire (Paris, Hermann, 2018). Il accompagne ces essais de journaux de bord où il rend compte de livres, de films, d'expositions, récolte des témoignages sur les fantômes et observe toutes sortes de phénomènes (hasards objectifs, synchronicités, sérendipité...) relevant du merveilleux quotidien : Journal d'un amateur de fantômes (Genève, La Baconnière, 2028), Les fantômes comme les chats choisissent leurs maîtres (Genève, La Baconnière, 2024).
Il est membre du Conseil d'administration et responsable des relations internationales de la Société des études romantiques et dix-neuviémistes, membre associé l'équipe de recherches "Marge" de l'Université de Lyon III, de l'Institut jurassien des sciences, des lettres et des arts, ainsi que des comités de rédaction de H.B. Revue internationale d'études stendhaliennes, Romanesques, Cahiers d'études nodiéristes, Quêtes littéraires, Cahiers Mérimée, Anales de Filologia Francesa, Revue Nerval. Depuis 2011, il dirige la nouvelle collection "Langages" aux Éditions La Baconnière.

## Principales publications scientifiques
- Le Récit excentrique, Paris, José Corti, 1987
- La Parodie, Paris, Hachette, 1994. Trad. italienne, Rome, Armando Editore, 2006
- Stendhal et le comique (éd.), Grenoble, ELLUG, 1999
- Persuasions d'amour. Nouvelles lectures de De l'Amour de Stendhal (éd.), Genève, Droz, 1999
- Stendhal et l'empire du récit, Paris, SEDES, 2002
- La Relation parodique, Paris, José Corti, 2007
- Fantômes, esprits et autres morts-vivants, Paris, José Corti, 2011
- Vampires, fantômes et apparitions, Paris, Hermann, 2018
- Journal d'un amateur de fantômes, Genève, La Baconnière, 2018
- Rencontre d'un excentrique et d'une parodie sur une table de dissection, Préf. Denis Grozdanovitch, Genève, La Baconnière, 2021
- Les Fantômes comme les chats choisissent leurs maîtres, Genève, La Baconnière, 2024

## Fictions
Sous le pseudonyme d'Ernest Mignatte :
- Le copiste de Monsieur Beyle, Metropolis, Genève, 1998
- Ma tante d’Amérique, Metropolis, Genève, 2001
- Papiers de famille, Éditions des Malvoisins, Porrentruy, 2005
- Le copiste aux eaux, Metropolis, Genève, 2012

En son nom propre
- À la recherche de Karl Kleber, Favre, Lausanne, 2020
- Les fantômes du presbytère, La Baconnière, Genève, 2022